# 西祖谷山村一宇
西祖谷山村一宇（にしいややまむらいちう）は、徳島県三好市の町名。郵便番号は778-0101。

## 地理
三好市の中央部に位置。東は西祖谷山村田ノ内、南は西祖谷山村善徳、北から西は祖谷川を挟んで西祖谷山村戸ノ谷、西の一部は西祖谷山村重末とそれぞれ接する。西境の祖谷川と並行して徳島県道32号山城東祖谷山線が通っている。また地域内を流れる若宮谷川には若宮谷ダムが設置されている。

### 河川
- 祖谷川
- 若宮谷川

### 小字
- 一宇枝
- 一宇北
- 一宇南

## 歴史
- 2006年（平成18年）3月1日 - 三好郡西祖谷山村が三野町・池田町・山城町・井川町・東祖谷山村と合併して三好市が発足し、現在の町名となる。

## 世帯数と人口
2021年（令和3年）12月31日現在の世帯数と人口は以下の通りである。
| 町丁           | 世帯数  | 人口  |
| -------------- | ------- | ----- |
| 西祖谷山村一宇 | 103世帯 | 196人 |

## 小・中学校の学区
市立小・中学校に通う場合、学区は以下の通りとなる。
| 番地 | 小学校             | 中学校               |
| ---- | ------------------ | -------------------- |
| 全域 | 三好市立檪生小学校 | 三好市立西祖谷中学校 |

## 施設
- 若宮谷ダム
- ひの字渓谷
- 三好市立檪生小学校
- 西祖谷郵便局
- 平崎神社

## 交通

### 鉄道
- 最寄駅はJR土讃線の大歩危駅。

### 道路
都道府県道
- 徳島県道32号山城東祖谷山線
- 徳島県道45号西祖谷山山城線
- 徳島県道270号一宇祖谷口停車場線